# Mulino, Oregon
Mulino, Oregon là một ấp nằm trong Quận Clackamas, Oregon, Hoa Kỳ trên Xa lộ Oregon 213 giữa thành phố Oregon City và Molalla.

## Lịch sử
Cộng đồng này được đặt tên của một nhà máy sản xuất bột được xây dựng ở đó vào năm 1851 khi cộng đồng này được biết với cái tên "Howards Mill". "Mulino" là cái tên biến thể của từ tiếng Tây Ban Nha molino có nghĩa là "nhà máy" và nó đã được chọn làm tên khi các quan chức bưu điện phản đối sử dụng "Molino" vì nó dễ nhầm lẫn với địa phương Molalla lân cận. Bưu điên Mulino được thiết lập năm 1882. Cho đến năm 2007, tòa nhà của nhà máy, đã được sửa sang thành một ngôi nhà ở, vẫn còn đứng đó. Nó là tòa nhà công nghiệp xưa cổ nhất vẫn còn tồn tại ở Oregon và là tòa nhà xưa cổ nhất phục vụ liên tục như là một bưu điện địa phương.

## Chính quyền địa phương
Tháng 5 năm 2007, cư dân Mulino đã bỏ phiếu thành lập ấp. Đây là cộng đồng thứ ba tại Oregon bỏ phiếu thành lập ấp. Cộng đồng này được quận chính thức công nhận là ấp vào ngày 7 tháng 6 năm 2007.

## Nơi hấp dẫn
Mulino là nơi có Phi trường Portland-Mulino, một cơ xưởng tổng thể hàng không do Cảng Portland làm chủ và điều hành.